# Вавилов, Михаил Валерьевич
Михаил Валерьевич Вавилов (бел. Міхаіл Валер'евіч Вавілаў; род. 10 ноября 1977, Берёза, Брестская область) — белорусский футболист, выступавший на позиции защитника.

## Карьера
Воспитанник футбольной академии берёзовской СДЮШОР-1. Позже продолжил заниматься футболом в системе РУОРа, в котором затем в период с 1995 года по 1996 год выступал под названием мозырского МПКЦ-2 и минского МПКЦ-96, которые являлись фарм-клубом мозырского клуба МПКЦ, которому затем футболист присоединился в 1997 году. Дебютировал за клуб 13 апреля 1997 года в матче против могилёвского клуба «Трансмаш». Также футболист за сезон выступал за новый фарм-клуб мозырского клуба, который носил название «Мозырь». В июле 1997 года вместе с клубом отправился на квалификационные матчи Лиги чемпионов УЕФА. Дебютный матч в рамках еврокубкового турнира сыграл 27 августа 1997 года против греческого «Олимпиакоса». В сентябре 1997 года вместе с клубом отправился выступать в Кубке УЕФА, где по сумме матчей уступил тбилисскому «Динамо» в первом раунде.
Вместе с клубом в 1999 году футболист стал серебряным призёром Кубка Беларуси, а через сезон стал и обладателем Кубка, однако во втором розыгрыше сам футболист не участвовал, проведя часть сезона лишь на скамейке запасных. В июле 2000 года футболист перешёл в брестское «Динамо». Дебютировал за клуб 6 августа 2000 года футболист также против мозырской «Славии». В 2001 году футболист присоединился к столичному клубу «Звезда-ВА-БГУ». Затем в 2002 году снова вернулся в мозырскую «Славию», откуда через сезон перешёл в «Дариду-ТДЖ». В 2004 году завершил профессиональную карьеру футболиста.

## Международная карьера
В сентябре 1998 года вместе с молодёжной сборной Беларуси отправился на квалификационные матчи молодёжного чемпионата Европы. Вместе со сборной принял участие лишь в единственном матче против сборной Дании, в котором остался на скамейке запасных.

## Достижения
«Славия» Мозырь
- Обладатель Кубка Беларуси: 1999/00